# Omar McLeod
Omar McLeod (født 25. april 1994) er en jamaicansk atlet , der konkurrerer i hækkeløb. 
Han repræsenterede sit land under verdensmesterskaberne i atletik 2015 i Beijing, hvor han blev nummer 6 i 110 meter hækkeløb.

Han vandt guld under sommer-OL 2016 i Tokyo.